# Cadet (zeilboot)
De Cadet is een tweemans wedstrijdzeilboot voor zeven- tot zeventienjarigen en de enige internationaal erkende tweemans-wedstrijdklasse voor de jeugd (World Sailing-erkende International Class sinds 1958).
Botenbouwer Jack Holt (1912-1995) ontwierp de Cadet in 1947. Het ontwerp bewijst zich begin 21ste eeuw nog steeds als een sterke en solide wedstrijdboot. De Cadet is volledig getuigd met een grootzeil, een fok en een spinnaker. De boot heeft een steekzwaard en een opklapbaar roer. Oorspronkelijk waren de boten van hout, maar tegenwoordig worden vrijwel alle nieuwe boten van polyester gemaakt door professionele bouwers over de hele wereld, met een licentie van de International Cadet Class Association.
De Cadet is zeewaardig en relatief betrouwbaar. De boot kan tot windkracht vijf het water op en is bestand tegen golfslag en ruw water.
De Cadet is, ook in Nederland, een opleidingsklasse voor jeugd die in een tweemansboot het wedstrijdzeilen wil leren. Het is een aanloopklasse voor de grotere tweemanswedstrijdboten, zoals onder andere 420, 470, 29er, 49erFX, 49er, Nacra 15 en Nacra 17.